# Sphaerowithius vafer
Espèce
Synonymes
- Nannowithius vafer Beier, 1966

Sphaerowithius vafer est une espèce de pseudoscorpions de la famille des Withiidae.

## Distribution
Cette espèce est endémique d'Afrique du Sud.

## Habitat
Ce pseudoscorpion se rencontre dans les termitières de Macrotermes waterbergi.

## Description
Le mâle mesure 1,8 mm et les femelles de 2 à 2,2 mm.

## Publication originale
- Beier, 1966 : Ergänzungen zur Pseudoscorpioniden-Fauna des südlichen Afrika. Annals of the Natal Museum, vol. 18, p. 455-470 (texte intégral).